# 革命的共产主义者同盟全国委员会

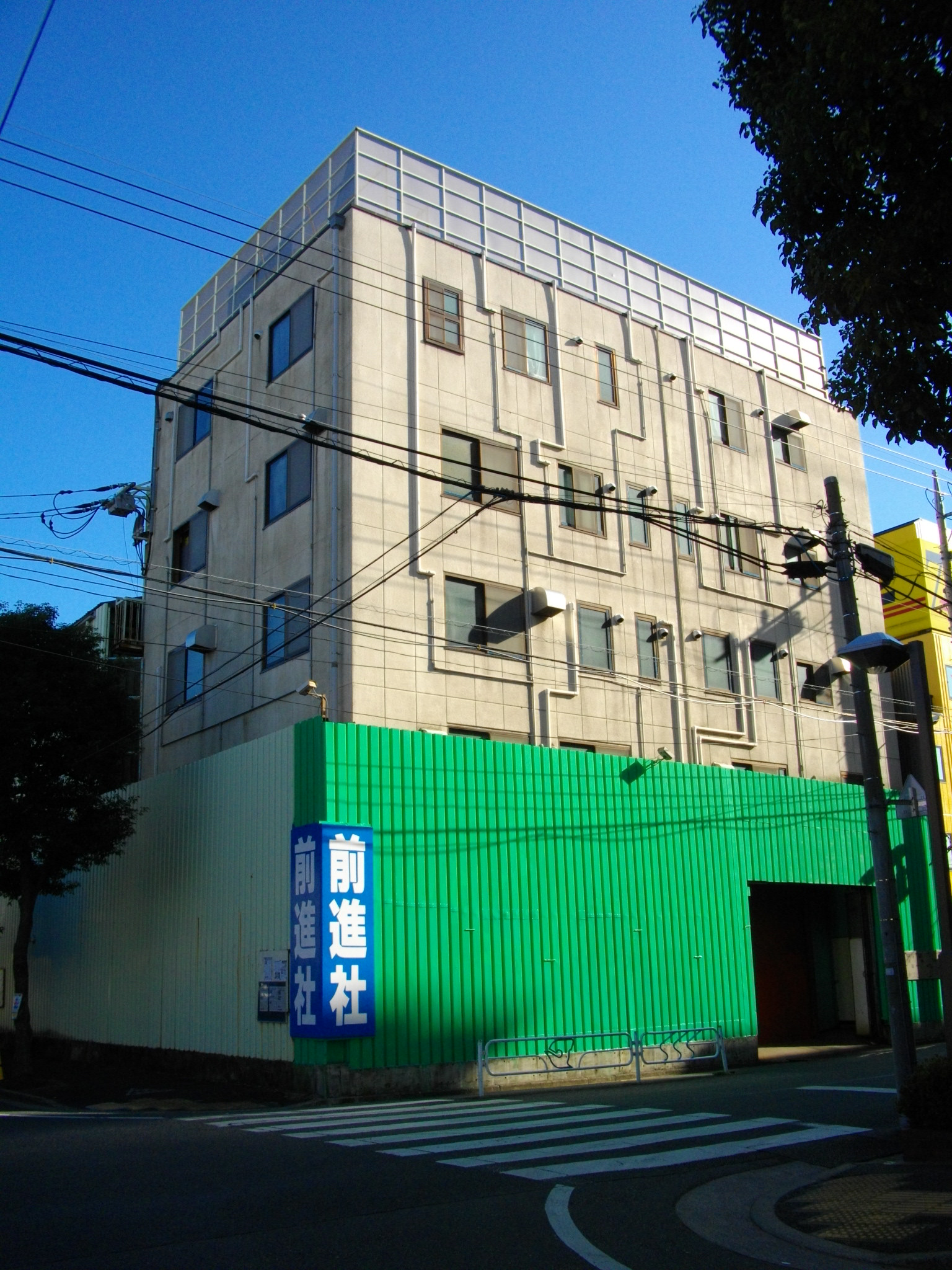
革命的共产主义者同盟全国委员会的公开据点：总部，位于东京都江户川区

革命的共产主义者同盟全国委员会（日语：／），通称中核派，是日本的一个新左翼组织。中核派产生于1959年的“革共同第二次分裂”，当时被称作本多派、前进派。2007年，革命的共产主义者同盟再建协议会从中核派分裂并与之对立，此后中核派也被称为中央派、党中央、安田派等。中核派的目标为“反帝国主义、反斯大林主义的无产阶级世界革命”，曾主张托洛茨基主义。警察白书将其称为“极左暴力集团”。

## 名称
正式名称为“革命的共产主义者同盟全国委员会”。作为通称的“中核派”本来是革共同第三次分裂后形成的学生组织日本马克思主义学生同盟中本多延嘉的支持者的自称，并未包含在革共同全国委的正式名称里。但为了方便，革共同全国委也经常自称为“中核派”，在当时也被称为“本多派”“前进派”“袋派”等。2007年分裂后，革共同再建协议会称其为“安田一派”，警察等称其为“党中央”“中央派”等。

## 历史
1957年革命的共产主义者同盟成立。1958年，太田派从革共同分裂，是为革共同第一次分裂。1959年，黑田、本多派从革共同分裂，成立了革命的共产主义者同盟全国委员会，是为革共同第二次分裂。1963年，黑田派，即“革马派”从革共同全国委分裂，是为革共同第三次分裂。第三次分裂后，革共同全国委的剩余部分形成了“中核派”。
1960年代，因为频发的街头武斗和学生斗争，日本新左翼达到了最大规模。1966年，中核派召开的第三次全国大会上提出“资本主义的根基开始动摇”。此后的1974年和1975年，因“世界经济同时衰退、高速增长期已经结束”认为资本主义命数已尽，宣布“革命形势已经成熟”，确立了激进的革命路线。这一时期，中核派相继组织罢课、街头斗争、三里冢斗争和部落解放等斗争活动，还与其它新左翼党派进行武装斗争（尤其是与革马派的斗争被规定为“战争”），实施了一系列恐怖主义事件和小规模斗争。
1967年，该组织在东京都建立地方政党都政革新会。
從1970年代後期開始，該組織開始在日本國內進行武裝襲擊，轟炸和破壞基礎設施，如机场等地，有关东京成田机场的袭击最为有名。他們進行了數十次襲擊，造成了人員傷亡。
冷战结束后，于1991年5月确立了“五月纲领”，此后为了重振因武装斗争路线而陷入疲弊的党组织转向劳工运动路线。除了展开本派别的劳工运动外，还对坚持协调劳资关系路线的全国劳动组合总联合进行批判，将其视为“体制内的劳工运动”。
2006年左右提出“将帝国主义战争化作内战”（帝国主義戦争を内乱へ）的口号，以国铁千叶动车工会（动劳千叶）为核心进一步转向“阶级的劳工运动路线”。但在2007年左右引起了组织的分裂，关西派等数个组织脱离中核派。自称“动劳千叶派”的“中央派”现在以“用劳工运动的力量来革命吧”（労働運動の力で革命やろう）作为口号。
2019年4月22日，该组织成员洞口朋子作为“都政革新会”候选人当选东京都杉并区议会议员。

## 主张
该组织反對斯大林主義。他們認為，東歐、中國、蘇聯和朝鮮实行的斯大林模式並沒有像馬克思主義和共產主義所期望的那樣改善工人階級的生活。该组织现在的目標是推翻日本政府，停止美國對沖繩島的佔領，並廢除日美安全聯盟。
该组织的主要的宣传口号为“全世界无产者联合在反帝国主义、反斯大林主义的旗帜下！”（反帝国主義・反スターリン主義の旗のもと万国の労働者団結せよ！），将日本共产主义革命视为全世界共产主义革命的一环，主张在日本进行暴力革命，建立无产阶级专政政权。
该组织所主张的“反帝国主义、反斯大林主义”，除了“为了实现真正的共产主义而颠覆资本主义国家（反帝国主义）”，还把苏联和中华人民共和国等放弃了世界革命、主张与帝国主义和平共存的现有的社会主义国家规定为斯大林主义，视作需要打倒的对象。朝鲜劳动党与日本共产党也被定性为斯大林主义，需要打倒。
虽然分裂出去的革马派同样主张“反帝国主义、反斯大林主义”，但与革马派重视理论、组织和党的建设不同，中核派更重视群众运动和武装斗争，还曾与共产主义者同盟、日本社会主义青年同盟解放派等新左翼党派共同参与斗争。